# Hany Mukhtar
Hany Abubakr Mukhtar (født 21. marts 1995) er en tysk fodboldspiller. Den offensive midtbanespiller spiller for Nashville SC i den bedste amerikanske fodboldrække, MLS. Han kom til denne klub fra Brøndby IF, hvor han spillede fra 2016 til 2020.

## Klubkarriere

### Hertha BSC
Mukhtar begyndte at spille fodbold for FC Stern Marienfelde i en tidlig alder. Han skiftede til Hertha BSC's ungdomsakademi i en alder af syv år. Han rykkede op igennem rækkerne og var kaptajn for klubbens U/17-hold, for hvem han var med til at vinde mesterskabet. Den efterfølgende sæson blev han en del af klubbens reservehold. Han fik sin debut for klubbens førstehold i en kamp mod Dynamo Dresden, da han blev skiftet ind i sidste minut i stedet for Ronny Heberson Furtado de Araújo, hvilket gjorde ham til den andenyngste debutant i Herthas historie.

### Benfica
Mukhtar skrev den 15. januar 2015 under på en kontrakt med Benfica gældende frem til 2020. Transfersummen var efter sigende €500.000, hvor Hertha BSC ville få en økonomisk andel i et potentielt videresalg. Mukhtar debuterede den 10. april 2015 for klubbens reservehold og scorede et mål hjemme mod Chaves (2-2) i Segunda Liga. Han spillede sin første kamp for førsteholdet den 23. maj, da han blev skiftet ind i sæsonens sidste kamp hjemme mod Maritimo (4-1).

### FC Red Bull Salzburg
Den 28. august 2015 blev han udlejet til Red Bull Salzburg på en sæsonlang lejeaftale. Salzburg fik også en efterfølgende mulighed for overførsel.

### Brøndby IF
I sæsonen efter blev han udlejet til Brøndby IF. Han fik sin debut i Superligaen 2016-17 den 24. juli 2016, da han blev skiftet ind i det 75. minut i stedet for Andrew Hjulsager i en 0-2-sejr ude over Silkeborg IF. Han scorede sin første mål den 21. august i en 0-7-sejr ude over AGF.
Den 17. april 2017 offentliggjorde Brøndby IF, at man havde skrevet en 4-årig kontrakt med Mukhtar, der dermed skiftede permanent til klubben per 1. juni 2017. Han blev kåret som månedens spiller i Superligaen for februar 2018.

### Nashville SC
Selvom Hany Mukhtar underskrev kontrakten med Nashville SC den 27. august 2019, spillede han efterårssæsonen færdig i Superligaen og skiftede først tilværelsen i Danmark ud med en ny i USA den 1. januar 2020.
Den 12. september 2020 scorede Mukhtar sit første mål for Nashville i en 2-1 sejr over Atlanta United FC.

## Landsholdskarriere
Mukhtar scorede det enlige og afgørende mål for Tyskland i finalen ved U/19 Europamesterskabet i fodbold 2014 mod Portugals U/19-fodboldlandshold. Den 1. juni 2015 scorede han et hattrick for Tysklands U/20-fodboldlandshold i en 8-1-sejr over Fijis U/20-fodboldlandshold i den første kamp ved FIFA U-20 World Cup 2015.

## Hæder

### Individuelt
- Månedens Superligaspiller, februar 2018[12]